# Úlfur, o Vesgo
Úlfur, o Vesgo (em nórdico antigo: Úlfur skjálgi; n. 855), também chamado Úlfur Filho de Hogna (em nórdico antigo: Úlfur Högnason), foi um caudilho víquingue da Noruega do século IX que acompanhou Geirmundo Pele Negra na sua migração à Islândia após a derrota na Batalha do Fiorde de Hafrs de 872. Era filho de Hogni, o Branco. Segundo Landnámabók era descendente dos reis de Hordalândia e o primeiro godi do clã familiar dos Reyknesingar. O seu assentamento localizava-se em Reykjanes, entre Þorskafjörður e Hafrafells. 

## Herança
Casou-se com Björg Eyvindsdóttir (n. 848), uma filha de Eivindo do Leste, e dessa relação nasceram quatro filhos:
- Atli Úlfsson
- Valgerður Úlfsdóttir (n. 877), que casaria com Geirþjófur Valþjófsson.
- Jörundur Úlfsson (n. 881)
- Þjóðhildur Úlfsdóttir (n. 895), que casaria com Þórður Víkingsson.